# Az-Zawara
Az-Zawara – miejscowość w Egipcie, w muhafazie Al-Minja, w dystrykcie Maghagha. W 2006 roku liczyła 4379 mieszkańców.